# Robert Merrill
Robert Merrill (New York, 4 juni 1917 - 23 oktober 2004) was een Amerikaans bariton en operazanger.

## Levensloop
Merrill werd geboren in de wijk Williamsburg van Brooklyn als Moishe Miller, later gewijzigd in Morris Miller en nog later in Robert Miller. Zijn vader was de kleermaker Abraham Milstin die zijn naam wijzigde in Miller en zijn moeder Lillian Balaban. Ze waren Joodse migranten die uit Pultusk bij Warschau kwamen.
Zijn neiging tot stotteren verdween toen hij als kind zanglessen volgde. Later, met wat hij verdiende als straatventer, kon hij zich professionele baritontraining betalen.
Om den brode begon hij te zingen als crooner in radioprogramma's en op huwelijken en bar mitzvahs. De impresario Moe Gale, kon hem werk bezorgen bij Radio City Music Hall met de NBC Symphony Orchestra die geleid werd door Arturo Toscanini.
In 1944 kon hij voor het eerst in een opera optreden. Het werd Verdi's Aida in Newark, New Jersey, met als voornaamste zanger de bekende tenor Giovanni Martinelli. In 1945 won hij in een concours ingericht door de Metropolitan Opera en werd hij aangeworven om de rol van Germont te zingen in La traviata. In datzelfde jaar zong hij voor een platenopname, samen met Jeanette MacDonald, duetten uit de operette Up in Central Park.
In 1951 zong hij voor platenopnamen, samen met de Zweedse tenor Jussi Björling. Het jaar daarop waren beiden de hoofdacteurs, samen met Victoria de los Ángeles, voor een opname van Puccini's La bohème, onder de leiding van Sir Thomas Beecham. In 1953 werd het trio een kwartet, door toevoeging van Zinka Milanov. Samen deden ze de platenopnamen van de volledige Pagliacci en Cavalleria rusticana.
In 1951 verliet Merrill korte tijd de Metropolitan Opera, na een ruzie omdat hij in een muzikale film van het lichte genre was opgetreden, maar hij keerde terug en vanaf 1960 was hij de belangrijkste bariton in de Met. Hij nam ook deel aan de grote openluchtuitvoeringen onder leiding van Alfredo Antonini in het New Yorkse Lewison Stadium.
Merrill bleef optreden voor radio en tv, en zelfs in nightclubs. In 1973 was hij samen met Richard Tucker de vedette van een concert in Carnegie Hall, dat de eerste stap werd naar wat later de Drie Tenors-concerten werd.
In 1976 verliet hij de Met. In 1977 trad hij in een tv-special "Sinatra & Friends," waarin hij "If I Were A Rich Man" zong en ook optrad samen met Frank Sinatra en Dean Martin. Gedurende vele jaren trad hij ook op tijdens religieuze joodse plechtigheden op Rosh Hashana en Yom Kippur.
Zijn belangrijke invloed op de Amerikaanse zang werd erkend in 1981 door de toekenning van de prestigieuze Award van de University of Pennsylvania Glee Club.
In 1996 werd zijn vijftigjarige carrière geëerd door de verlening van de Lawrence Tibbett Award van de AGMA Relief Fund.
Merrill kreeg ook bekendheid als de zanger, gedurende vele jaren, van het nationaal volkslied bij grote sportevenementen, onder meer in het Yankee Stadium en het Giants Stadium.
Merril trouwde in 1952 met Roberta Peters, maar het huwelijk hield slechts korte tijd stand. Hij hertrouwde met de pianiste Marion Machno (†2010), met wie hij een zoon en een dochter had.

## Optredens bij de Metropolitan Opera
Robert Merrill zong 769 maal en vervulde 21 rollen bij de Met:
- Germont in Verdi, La traviata, 132 uitvoeringen tussen 1945 en 1976.
- Enrico in Donizetti, Lucia di Lammermoor, 16 uitvoeringen tussen 1945 en 1965.
- Escamillo in Bizet, Carmen, 81 uitvoeringen tussen 1946 en 1972.
- Shchelkalov in Mussorgsky, Boris Godunov 5 uitvoeringen in 1946-1947.
- Valentin in Gounod, Faust, 48 uitvoeringen tussen 1946 en 1972.
- Amonasro in Verdi Aida, 72 uitvoeringen tussen 1947 en 1973.
- Figaro in Rossini, Il Barbiere di Siviglia, 46 uitvoeringen tussen 1947 en 1966.
- Graaf di Luna in Verdi, Il trovatore, 73 uitvoeringen tussen 1947 en 1973.
- Hogepriester in Saint-Saëns, Samson en Dalila, 10 uitvoeringen in 1949-1950.
- Rodrigo in Verdi, Don Carlos, 51 uitvoeringen tussen 1950 en 1972.
- Silvio in Leoncavallo, Pagliacci, 1 uitvoering in 1951.
- Tonio in Leoncavallo, Pagliacci, 22 uitvoeringen tussen 1952 en 1964.
- Rigoletto in Verdi, Rigoletto, 56 uitvoeringen tussen 1952 en 1972.
- Marcello in Puccini, La Bohème, 10 uitvoeringen in 1952-1954.
- Renato in Verdi, Un ballo in maschera, 56 uitvoeringen tussen 1955 en 1976.
- Malatesta in Gaetano Donizetti, Don Pasquale, 8 uitvoeringen in 1956.
- Barnaba in Ponchielli, La Gioconda, 13 uitvoeringen tussen 1958 en 1962.
- Don Carlo in Verdi, La forza del destino, 33 uitvoeringen tussen 1961 en 1972.
- Carlo Gerard in Giordano, Andrea Chénier 7 uitvoeringen tussen 1962 en 1966.
- Iago in Verdi, Otello, 18 uitvoeringen in 1963-1965.
- Scarpia in Puccini, Tosca, 11 uitvoeringen tussen 1964 en 1974.

## Publicaties
- Once More from the Beginning, memoires, 1965.
- Between Acts, memoires, 1976
- The Divas, roman, als co-auteur, 1978.

## Voetnoten
1. ↑  https://www.nytimes.com/1959/05/14/archives/stadium-concerts-announces-artists.html
2. ↑  https://www.nytimes.com/1959/05/19/archives/stadium-to-offer-offenbach-opera-tales-of-hoffmann-listed-june-29.html
3. ↑  https://www.nytimes.com/1959/07/10/archives/music-verdi-program-at-stadium-four-singers-heard-in-opera-excerpts.html
4. ↑  https://query.nytimes.com/gst/abstract.html?res=9B04E7DF103EEF3ABC4951DFB166838B679EDE&legacy=true
5. ↑  Gearchiveerde kopie. Gearchiveerd op 30 mei 2015. Geraadpleegd op 16 maart 2022.
6. ↑  http://69.18.170.204/archives/frame.htm%7Ctitle=Metropolitan

- Bibsys: 90169590
- Biblioteca Nacional de España: XX894587
- Bibliothèque nationale de France: cb144121847 (data)
- Catàleg d'autoritats de noms i títols de Catalunya: 981058523819606706
- CiNii: DA08154631
- Gemeinsame Normdatei: 12494812X
- International Standard Name Identifier: 0000 0003 6861 2866
- Library of Congress Control Number: no88001193
- Nationale Bibliotheek van Letland: 000067489
- MusicBrainz: a591bedb-64ea-438b-a481-136ebed13e53
- Nationale Bibliotheek van Tsjechië: xx0075093
- Nationale bibliotheek van Australië: 35662069
- Nationale Bibliotheek van Israël: 987007333791305171
- Nationale en Universitaire bibliotheek Zagreb: 000043513
- Réseau des bibliothèques de Suisse occidentale: 02-A012325309
- Istituto Centrale per il Catalogo Unico: DDSV078208
- SNAC: w6bk19nd
- Système universitaire de documentation: 081406347
- Virtual International Authority File: 113686664
- WorldCat: E39PCjGMRcmFPxBQWhMDHPj9Qm